# New York Times contra Sullivan
El caso New York Times contra Sullivan (376 U.S. 254 1964) es un proceso judicial abordado ante la Corte Suprema de los Estados Unidos y resuelto el 9 de marzo de 1964. Es considerado el caso que da origen a la doctrina de la real malicia (en inglés y según la jurisprudencia estadounidense actual malice) referida a la libertad de prensa.
Todo comienza cuando se publica en el New York Times una solicitada financiada por 64 personas, donde se describen actitudes segregacionistas en la ciudad de Alabama, contra un grupo de manifestantes de raza negra liderados por el Dr. Martin Luther King. Sullivan, comisionado de la ciudad, se siente agraviado por las expresiones vertidas en la solicitada contra la policía ya que esta estaba bajo su autoridad.
Iniciadas las acciones legales, el juez de primera instancia condena al periódico a pagar una indemnización de 500.000.- dólares, le sentencia apelada es confirmada por la Corte de Alabama y llega por apelación a la Corte Suprema de Justicia. Es en esta instancia donde el juez William J. Brennan fue el encargado de desarrollar el voto de la mayoría, donde dijo lo siguiente entre otros considerandos: La protección de la Primera Enmienda a la libertad de expresión en asuntos sobre cuestiones públicas, hace muchos años que ha sido decidida por nuestros fallos. Hemos dicho que la garantía constitucional fue establecida para asegurar el libre intercambio de ideas del cual emanan los cambios sociales y políticos deseados por el pueblo. Mantener la libre discusión política para lograr que el Gobierno responda a la voluntad del pueblo y que se obtengan cambios por las vías legales, posibilidad esencial para la seguridad de la “República”, es un principio fundamental de nuestro sistema constitucional. Es un preciado privilegio americano poder expresar, aunque no siempre con buen gusto, las propias opiniones sobre las instituciones públicas, y ese privilegio debe acordarse no sólo para los debates abstractos sino también frente a la defensa vigorosa de las ideas... Por eso debemos analizar este caso partiendo de una profunda adhesión al principio de que la discusión sobre los asuntos públicos debe ser desinhibida, sin trabas, vigorosa y abierta, pudiendo incluir ataques vehementes, cáusticos y a veces desagradablemente agudos, contra el gobierno y los funcionarios públicos.
La solicitada bajo análisis, como protesta y expresión de agravios referentes a uno de los problemas principales del momento, parece quedar claramente incluida dentro de la protección constitucional. La cuestión radica en si pierde tal protección debido a la falsedad de algunas de sus afirmaciones sobre hechos y pretendida difamación del demandante. Las garantías constitucionales requieren una regla federal que impida a un funcionario público ser indemnizado por razón de una manifestación inexacta y difamatoria relacionada con su conducta oficial a menos que se pruebe que fue hecha con real malicia, es decir, con conocimiento de que era falsa o con una temeraria despreocupación acerca de su verdad o falsedad.